# 在モルディブ日本国大使館

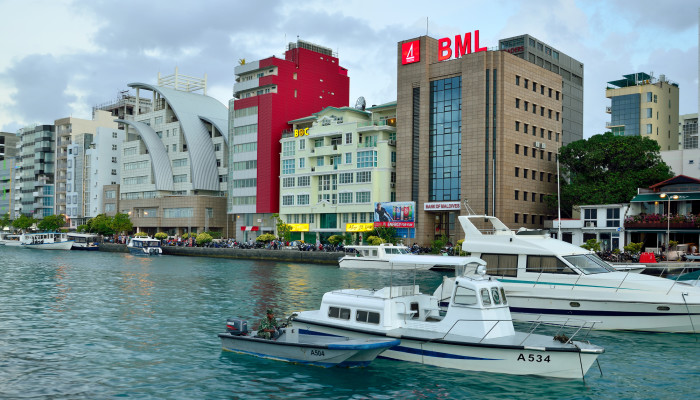
赤いBMLのロゴが目印のモルディブ銀行本店の左隣りにある建物が、増築前のアーゲビル（2014年6月撮影）。同ビルがモルディブ銀行本店とほぼ同じ高さに増築された後、日本国大使館が5階と8階に入居。

在モルディブ日本国大使館（ディベヒ語: ދިވެހިރާއްޖެގައި ޖަޕާނުގެ އެމްބަސީ、英語: Embassy of Japan in Maldives）は、モルディブの首都マレにある日本の大使館。2022年1月より、石神留美子が特命全権大使を務めている。

## 沿革
- 1965年7月26日、モルディブがイギリスから独立する[3]
- 1967年10月23日、コロンボの在セイロン日本国大使館（現・在スリランカ日本国大使館）が在モルディブ日本国大使館としての業務兼轄を開始する、初代大使はコロンボ常駐の日向精蔵で11月14日に信任状を捧呈[4]
- 1967年11月、日本とモルディブの外交関係が樹立される[3]
- 2016年1月1日、マレに在モルディブ日本国大使館が開設される[5]
- 2016年7月、マレ常駐では初代となる特命全権大使遠藤和巳が着任する[6]

## 所在地
5th and 8th Floor, Aagé Building, 12 Boduthakurufaanu Magu, Henveiru, Malé 20094